# African Export–Import Bank
Die Afrikanische Export-Import-Bank (englisch: African Export–Import Bank, auch Afreximbank oder Banque Africaine d'Import-Export genannt) ist eine panafrikanische supranationale multilaterale Finanzinstitution, die 1993 unter der Schirmherrschaft der Afrikanischen Entwicklungsbank gegründet wurde. Sie wurde offiziell auf der ersten Hauptversammlung der Anteilseigner in Abuja, Nigeria, im Oktober 1993 gegründet. Ihr Hauptsitz befindet sich in Kairo, Ägypten. Die Afreximbank ist ein Finanzdienstleister für afrikanische Regierungen und Privatunternehmen.
Ihre Vision lautet „Wir wollen die Handelsfinanzierungsbank für Afrika sein.“.
Das Leitbild wurde wie folgt formuliert: „Eine konsequente Ausweitung, Diversifizierung und Entwicklung des afrikanischen Handels zu fördern und gleichzeitig als erstklassiges, gewinnorientiertes und sozial verantwortliches Finanzinstitut und Kompetenzzentrum für afrikanische Handelsfragen zu agieren.“

## Strategie
Das Ziel der Afreximbank ist es, „eine konsequente Ausweitung und Diversifizierung des afrikanischen Handels zu fördern, um den Anteil Afrikas am Welthandel rasch zu erhöhen, und dabei als erstklassiges, gewinnorientiertes und sozial verantwortliches Finanzinstitut und Kompetenzzentrum für den afrikanischen Handel zu agieren“, und die gemeinsame Vision ist es, die Position der Bank als „Handelsfinanzierungsbank für Afrika“ zu festigen.
Die Verwirklichung der stützt sich vier strategische Säulen:
- Förderung des innerafrikanischen Handels
- Erleichterung der Industrialisierung und der Exportentwicklung
- Stärkung der Führungsposition im Bereich Handelsfinanzierung
- Verbesserung der finanziellen Leistungsfähigkeit und Solidität

## Anteilseigner
Die Bank hat vier Kategorien von Aktionären:
- Gruppe A umfasst afrikanische Regierungen, Zentralbanken, afrikanische regionale und subregionale Institutionen.
- Gruppe B besteht aus afrikanischen Privatinvestoren und Finanzinstituten.
- Gruppe C setzt sich aus nicht-afrikanischen Finanzinstituten, Exportkreditagenturen und privaten Investoren zusammen.
- Gruppe D: Diese Kategorie wurde im Dezember 2012 geschaffen, in der jeder natürlichen oder juristischen Person Anteile zugeteilt werden können.